# Delia Grigore
Delia Madalina Grigore (Romani: Deliya Grigore; * 7. Februar 1972 in Galați, Rumänien) ist eine rumänische Ethnologin, Autorin und Roma-Aktivistin.

## Leben
Grigore studierte Sanskrit und Indologie an der Universität Bukarest. Einen Abschluss in rumänischer und englischer Philologie erhielt sie 1995 an derselben Hochschule. Im Jahr 2002 wurde sie mit einer anthropologischen Dissertation zur Roma-Kultur in Rumänien promoviert. 
Seit 2000 veröffentlichte Grigore eine Reihe von Schriften über Kultur und Sprache der Roma. Zudem ist sie Präsidentin der Vereinigung Amare Rromentza – ȘATRA/A.S.T.R.A. zur Verteidigung der Rechte der Roma (Stand: 2018).
Grigore ist Dozentin am Institut für Fremdsprachen und Literatur der Universität Bukarest.

## Schriften (Auswahl)
- Siklioven i Rromani chib – Ghid de limbă și cultură rromani. Aven Amentza, Bucharest 2000.
- Rromanipen-ul (rromani dharma) și mistica familiei. Salvați copiii, Bucharest 2001.
- Introducere în studiul culturii tradiționale rromani – Curs de antropologie rromani. Universität Bukarest 2001.
- Rromii: tipuri și arhetipuri identitare. In: Rromii și cultura populară română. Patrin thai iag. Aven Amentza, Bucharest 2002.
- mit Petre Petcuț und Mariana Sandu: Istoria și tradițiile minorității rromani. Sigma, Bucharest 2005.